# تحالف الوطنيين للتغيير
تحالف الوطنيين للتغيير تحالف من الجماعات المسلحة في جمهورية إفريقيا الوسطى تأسس في عام 2020 لتعطيل تنظيم الانتخابات العامة. رفضت المحكمة الدستورية لجمهورية إفريقيا الوسطى في 3.12.2020 ترشيح الرئيس السابق فرانسوا بوزيزيه في الانتخابات الرئاسية المقبلة. وفي 4.12، التقى فرانسوا بوزيزي مع محمد الخاتم، زعيم إحدى جماعات الائتلاف في كاغا باندورو قبل مغادرته إلى معقله، بوسانغوا.